# ويلسون موكاما
ويلسون موكاما هو سياسي تنزاني من حزب الثورة، وكان الأمين العام السابق لحزب الثورة التنزاني.